# Apače (comune)
Apače (ufficialmente in sloveno Občina Apače) è un comune (občina) della Slovenia. Ha una popolazione di 3 546 abitanti ed un'area di 53,5 km². Appartiene alla regione statistica della Murania. La sede del comune si trova nell'insediamento capoluogo di Apače.

## Storia
È stato costituito il 1º marzo 2006, per separazione dal territorio del comune di Gornja Radgona in seguito a referendum.

## Insediamenti
Il comune di Apače è formato da 21 insediamenti (naselija):
- Apače, insediamento capoluogo comunale
- Črnci
- Drobtinci
- Grabe
- Janhova
- Lešane
- Lutverci
- Mahovci
- Nasova
- Novi Vrh
- Plitvica
- Podgorje
- Pogled
- Segovci
- Spodnje Konjišče
- Stogovci
- Vratja vas
- Vratji Vrh
- Zgornje Konjišče
- Žepovci
- Žiberci

## Amministrazione
| Periodo | Periodo   | Primo cittadino | Partito | Carica  | Note |
| ------- | --------- | --------------- | ------- | ------- | ---- |
| 2006    | 2010      | Darko Anželj    |         | sindaco |      |
| 2010    | 2014      | Franc Pižmoht   | DeSUS   | sindaco |      |
| 2014    | in carica | Andrej Steyer   |         | sindaco |      |